# Sable
Sable je jedna od glavnih skupina Ottawa Indijanaca, porodice Algonquian, koji su se pred kraj 17. stoljeća naselili u Mackinawu u današnjem Michiganu. Razni autori nazivali su ih Gens du Sable, Outaouak of the Sable, Sables i Sablez.

## Vanjske poveznice
- Ottawa History  Arhivirana inačica izvorne stranice od 6. travnja 2016. (Wayback Machine)